# Bærbar computer
En bærbar computer (engelsk: laptop computer) er en personlig computer, der på grund af sin størrelse og vægt let kan transporteres. En bærbar computer kan fungere både med strømforsyning fra lysnettet og fra sit eget genopladelige batteri.
I 2000'erne vejer en bærbar computer typisk 2-3 kilogram og har en længde og bredde af samme størrelsesorden som et ark A4-papir. Inden for de seneste par år er bærbare blevet meget udbredte. Typisk bliver de brugt på arbejdspladser, men også rigtig mange studerende på gymnasie- og universitetsniveau er begyndt at benytte dem. De er lette at transportere med sig, man kan gemme alle sine opgaver på dem og holde orden i både mails og kalender.
Betegnelsen bærbar følger af at den er let at tage med sig, hvilket med tiden er blevet til et navneord i sig selv, selv om det ville være mere korrekt at sige bærbar computer frem for at bruge bærbar som navneord.